# 西本德 (艾奥瓦州)
西本德（英語：West Bend）是一個位於美國愛荷華州科蘇特縣和帕洛阿爾托縣的城市。

## 地理
西本德的座標為42°57′33″N 94°26′45″W / 42.95917°N 94.44583°W，而該地的平均海拔高度為363米（即1191英尺）。

## 人口
根據2010年美國人口普查的數據，西本德的面積為2.31平方千米，當中陸地面積為2.31平方千米，而水域面積為0.00平方千米。當地共有人口785人，而人口密度為每平方千米339人。